# Lobothallia praeradiosa
Lobothallia praeradiosa är en lavart som först beskrevs av William Nylander och fick sitt nu gällande namn av Joseph Hafellner. 
Lobothallia praeradiosa ingår i släktet Lobothallia och familjen Megasporaceae.   Inga underarter finns listade i Catalogue of Life.